# 莱尔县
莱尔县（德語：Landkreis Leer）是德國下薩克森州西北部的一个县，构成东弗里斯兰的南部，首府东弗里斯兰地区莱尔。

## 地理
莱尔县北面与埃姆登市、奥里希县、维特蒙德县和弗里斯兰县，东面与阿默兰县和克洛彭堡县，南面与埃姆斯兰县相邻，西面与荷兰接壤。